# Hypotrachyna palniensis
Hypotrachyna palniensis är en lavart som beskrevs av Hale. Hypotrachyna palniensis ingår i släktet Hypotrachyna och familjen Parmeliaceae.   Inga underarter finns listade i Catalogue of Life.